# Fred K. Prieberg
Fred K. Prieberg (né le 3 juin 1928 à Berlin et mort le 28 mars 2010 à Neuried-Ichenheim) est un musicologue allemand.

## Biographie
Fred K. Prieberg étudie la musicologie, l'histoire de l'art et la psychologie à Fribourg-en-Brisgau et travaille comme indépendant (critique musical, travail éditorial) à la Südwestfunk depuis 1953. Il produit des reportages pour de nombreuses stations de radio en Allemagne et écrit également de nombreux essais et livres sur la politique musicale et la musique contemporaine. Il s'intéresse d'abord particulièrement au sujet de « la musique et les machines » ou musiques électroniques, puis il traite lexicographiquement des musiques nouvelles de RDA, d' URSS, de Pologne, de Hongrie, de Suède et d'Italie, avant de se consacrer entièrement à l'Interaction « musique et musique ». pouvoir », en particulier celui de la dictature national-socialiste. Il vit reclus dans les Vosges pendant plusieurs années, peu de temps avant sa mort, il retourne à Baden.
En 1958, il publie son Lexikon der neuen Musik, qui devient un ouvrage de référence en tant que dictionnaire complet de personnes pour la musique contemporaine du XXe siècle avec une profusion de critiques de travaux, de citations de sources et de biographies.
L'important livre de poche Musik im NS-staat, publié en 1982, est la première présentation systématique de l'histoire et de l'organisation de la musique sous le national-socialisme et donne l'impulsion à de nouvelles recherches musicologiques sur le sujet. L'auteur le dédie à Joseph Wulf, qui est le premier à aborder ce sujet avec son ouvrage Musik im Dritten Reich (1963).
Avec Kraftprobe. Wilhelm Furtwängler im Dritten Reich (1986), Prieberg présente le chef d'orchestre Furtwängler et son rôle dans le « Troisième Reich » et présente son propre point de vue critique par rapport aux (pré)jugements répandus. Avec la précision qui caractérise son travail, ce travail reste jusqu'à ce jour influent sur l'opinion.
Dans Musik und Macht (1991), il dépeint l'utilisation et l'abus de la musique pour les intérêts de l'État et du parti.
À partir de 1951, dans un travail de plus de quatre décennies, il constitue une vaste archive privée de la musique du XXe siècle. Depuis 2005, ses archives sont gérées par l'Institut de musicologie de l'Université Christian-Albert de Kiel. Il comprend une bibliothèque d'environ 1 500 volumes, 800 supports sonores et 120 dossiers avec du matériel biographique sur les musiciens, de la correspondance originale et des copies de documents d'archives en Allemagne et à l'étranger, hébergés sur 50 mètres d'étagères. Les documents comprennent également les quelque 2 200 fiches de musiciens de l'index des membres du NSDAP que Prieberg a compilé.
Prieberg auto-publie l'évaluation de ses archives privées sous forme de ressource électronique sur un CD-ROM sous forme de fichier PDF sous le titre Handbuch DeutscheMusiker 1933–1945 . Sur 9 570 pages, il contient environ 5 000 articles personnels avec de courtes biographies (également sur des institutions importantes, des fonctionnaires et des hommes politiques), de la correspondance officielle, des rapports politiques et des articles de magazines, ainsi qu'environ 10 000 titres d'œuvres répertoriés du répertoire de la musique politiquement appliquée, des partitions, anthologies de chansons, enregistrements sonores dans les archives de la radio allemande et en annexe Archiv-Inventar Deutsche Musik 1933–1945.

## Distinction
Le 24 avril 2008, Prieberg reçoit le prix spécial de la Fondation Ernst-von-Siemens pour la musique (de) dans la catégorie "Financement".

## Travaux

### Publications autonomes
- Musik unterm Strich. Panorama der neuen Musik. Alber, Freiburg im Breisgau / München 1956, DNB 453849091.
- Musik des technischen Zeitalters. Atlantis, Zürich 1956.
- Lexikon der neuen Musik. Alber, Freiburg im Breisgau / München 1958; Neuauflage 1982,  (ISBN 3-495-47065-4).
- Musica ex machina. Über das Verhältnis von Musik und Technik. Ullstein, Berlin 1960. Musica ex Machina. (Übersetzung ins Italienische: Paola Tonini). Einaudi, Turin 1963.
- Musik in der Sowjetunion. Verlag für Wissenschaft und Politik, Köln 1965.
- Musik im anderen Deutschland. Verlag für Wissenschaft und Politik, Köln 1968.
- Musik und Musikpolitik in Schweden. Herrenberg, Döring 1976.
- EM – Versuch einer Bilanz der elektronischen Musik. Rohrdorfer Musikverlag, Rohrdorf 1980,  (ISBN 3-922438-15-6).
- Musik im NS-Staat. Fischer Taschenbuch Verlag, Frankfurt/M. 1982,  (ISBN 3-596-26901-6). Neuauflage: Dittrich, Köln 2000,  (ISBN 3-920862-66-X).
- Kraftprobe. Wilhelm Furtwängler im Dritten Reich. Brockhaus, Wiesbaden 1986,  (ISBN 3-7653-0370-4). Trial of strength. Wilhelm Furtwängler and the Third Reich. (Übersetzung ins Englische: Christopher Dolan). Verlag Quartet Books, London 1991,  (ISBN 0-7043-2790-2). / Verlag Northeastern University Press, Boston 1994,  (ISBN 1-55553-196-2).
- Musik und Macht. Fischer Taschenbuch Verlag, Frankfurt am Main 1991,  (ISBN 3-596-10954-X).
- Mißbrauchte Tonkunst. Musik als Machtmedium. dtv, München 1991,  (ISBN 3-423-04556-6).
- Der Komponist Hans Schaeuble: daß ich nicht vertreten bin…; ein biographischer Essay. Mit einem Werkverzeichnis von Chris Walton. Hrsg. von der Hans-Schaeuble-Stiftung. Amadeus, Winterthur 2002
- Handbuch Deutsche Musiker 1933–1945. PDF auf CD-ROM, Kiel 2004. (2. Edition, Kiel 2009) Archiv-Inventar Deutsche Musik 1933–1945. (Auskopplung aus dem Handbuch). PDF auf CD-ROM, Kiel 2004. (2. Edition, Kiel 2009)

### Sélection d'autres publications
- Es gibt keine „neue“ Musik. In: Melos. Zeitschrift für zeitgenössische Musik. Schott, Mainz 1954, S. 310ff.
- Honeggers elektronisches Experiment. In: Melos. Zeitschrift für zeitgenössische Musik.  Schott, Mainz 1956, S. 20ff.
- Die Emanzipation des Geräusches. In: Melos. Zeitschrift für zeitgenössische Musik.  Schott, Mainz 1957, S. 9ff.
- Musikbücher. In: Melos. Zeitschrift für zeitgenössische Musik.  Schott, Mainz 1958, S. 91ff.
- Der musikalische Futurismus. In: Melos. Zeitschrift für zeitgenössische Musik.  Schott, Mainz 1958, S. 124ff.
- Italiens elektronische Musik. In: Melos. Zeitschrift für zeitgenössische Musik.  Schott, Mainz 1958, S. 194ff.
- Besuch in Polen. In: Melos. Zeitschrift für zeitgenössische Musik.  Schott, Mainz 1959, S. 43ff.
- Blick auf die Neue Musik mit Zeittafel der Neuen Musik. In: Prisma der gegenwärtigen Musik. Tendenzen und Probleme des zeitgenössischen Schaffens. Hrsg. von Joachim E. Berendt und Jürgen Uhde (de). Furche, Hamburg 1959.
- García Lorca in der Neuen Musik. In: Melos. Zeitschrift für zeitgenössische Musik. Schott, Mainz 1960, S. 331ff.
- Kunst und staatliche Kontrolle. Beitrag zu einer Diskussion. In: Deutsche Rundschau (Hrsg. v. Jürgen und Peter Pechel). Verlag Deutsche Rundschau, Baden-Baden 1962, 88. Jg., H. 11. November 1962.
- Elektronische Musik aus Lochstreifen. In: Melos. Zeitschrift für zeitgenössische Musik. Schott, Mainz 1964, Heft 4, S. 118ff.
- Der junge Schönberg und seine Kritiker. In: Melos. Zeitschrift für zeitgenössische Musik. Schott, Mainz 1964, S. 264ff.
- Imaginäres Gespräch mit Luciano Berio. In: Melos. Zeitschrift für zeitgenössische Musik. Schott, Mainz 1965, S. 158ff.
- Musik als sozialpolitische Erscheinung. Beispiel Schweden. In: Melos. Zeitschrift für zeitgenössische Musik. Schott, Mainz 1972, S. 334ff.
- Zwanzig Fragen an Milko Kelemen. In: Melos. Zeitschrift für zeitgenössische Musik. Schott, Mainz 1974, S. 65ff.
- Schweden – Muster oder Monster des Musiklebens? In: Melos/Neue Zeitschrift für Musik Schott, Mainz 1977, Heft 2, S. 123ff.
- Die Rolle des Musikschaffenden im NS-Staat. In: Aspekte der Musik im NS-Staat. Hrsg. vom AStA der Staatlichen Hochschule für Musik Rheinland (S. Kames und M. Pannes; als Manuskript vervielfältigt), Köln 1984.
- Nach dem „Endsieg“ oder Musik-Mimikry. In: Hanns-Werner Heister (de), Hans-Günter Klein: Musik und Musikpolitik im faschistischen Deutschland. Fischer Taschenbuch Verlag, Frankfurt/M. 1984,  (ISBN 3-596-26902-4).
- Vorwort und Anmerkungen zu: Berta Geissmar: Musik im Schatten der Politik. Erinnerungen. Atlantis, Zürich 1985, 4. Auflage,  (ISBN 3-254-00120-6),

sowie zur Neuauflage unter dem Titel: Taktstock und Schaftstiefel. Erinnerungen an Wilhelm Furtwängler. Dittrich, Köln 2000,  (ISBN 3-920862-10-4).